# Conde Teodósio
Flávio Teodósio ou Teodósio, o Velho (m. 376) foi um oficial militar de alta patente do Império Romano do Ocidente e pai do imperador romano Teodósio I. Flávio atingiu o prestigioso posto de conde da Britânia (comes britanniarum) e, como tal, é geralmente chamado de Conde Teodósio (em latim: Comes Theodosius).

## Biografia
Algumas evidências indicam que seu nome completo era Flavio Honório Teodósio e que  era filho do imperador Constâncio II; sua mãe chamava-se Placídia.
Provavelmente em algum momento do final da década de 330 ou início da década seguinte, casou-se com Termância (Thermantia) e teve com ela dois filhos, Honório e Teodósio (o futuro imperador), em Cauca, na Hispânia no ano de 346. A família era cristã ortodoxa, rica e influente, pertencente à aristocracia local.

### Teodósio na Britânia
Em 368, Flávio Teodósio foi promovido a conde (uma função que era, na época, similar a um general) e foi enviado por Valentiniano I para a província da Britânia para repelir a invasão de várias tribos bárbaras, o que ele fez com grande sucesso. Foi a Bonônia (actual Bolonha-sobre-o-Mar), onde embarcou para a Britânia, desembarcando em Rutúpias. Alcançado por tropas veteranas (as legiões dos Batavos, dos Hérulos, dos Jóvios e dos Vitoriosos ), moveu-se para Londres; dividiu o exército em várias parte, que atacaram os inimigos, prejudicados pelo espólio que levavam, esmagando-os. Após ter restituído o espólio a quem se havia visto privado das suas coisas, Teodósio entrou em Londres; montou ali o seu quartel general, decidido a enfrentar com providência o inimigo, e promete clemência aos soldados desertores que voltaram às suas fileiras, também consolidou a administração reclamando do continente administradores civis e militares muito capazes.
O passo seguinte foi reconstruir a cidade britânica e as fortalezas militares danificadas pela revolta; dissolveu o corpo dos Arcanos ou Areanos, que se entendia com o inimigo, e reconstruiu a administração da província, que adotou o nome de Valência. Teve também de reprimir na sua origem a rebelião de Valentino, cunhado do vigário Maximino, que havia sido exilado na Britânia; estava Valentino preparado para a rebelião, quando Teodósio o fez prender e o enviou ao próprio general Dulcício como a ordem para o matar, ordenando ao mesmo tempo que não indagasse mais para descobrir outros conspiradores, com o fim de evitar um tumulto.
Sabe-se que estava nesta expedição seu filho mais novo, Teodósio, e, com grande probabilidade, Magno Máximo, um futuro usurpador.

### Mestre da cavalaria na presença
Ao retornar em 369, o conde Teodósio sucedeu a Jovino como mestre da cavalaria na presença (magister equitum praesentalis) na corte do imperador Valentiniano I, realizando, na função, uma vitoriosa campanha contra os alamanos em 370. O imperador convenceu os burgúndios a que atacassem aos alamanos, os quais se retiraram; Teodósio atacou através da Récia os alamanos refugiados, matando a muitos e enviando a Itália como tributários os prisioneiros (370). Posteriormente Teodósio participou na qualidade de comandante de cavalaria noutra expedição de Valentiniano contra os alamanos. Em 371, obteve uma vitória sobre os alamanos, e de seguida sobre os sármatas.
No seu papel de mestre, Teodósio não duvidou em obedecer inclusive às ordem mais cruéis de Valentiniano, conhecido pela sua brutalidade: enquanto discursava ante o imperador a causa de Africano, que queria mudar a província a administrar, Valentiniano ordenou-lhe mudar « a cabeça de quem deseja que seja mudada a província», e Teodósio matou Africano.

### Campanha de África e queda
Em 373, foi nomeado comandante da expedição criada para suprimir a revolta de Firmo na Mauritânia, que resultou em nova vitória para Flávio Teodósio.
Mas, depois desta vitória, foi preso, levado para Cartago e executado no início de 376. As razões são obscuras, mas acredita-se que sua morte seja resultado de uma disputa de poder entre as facções italianas que disputavam o trono depois da morte súbita de Valentiniano em novembro de 375. Imediatamente antes de sua morte, o conde aceitou o cristianismo e foi batizado à beira da morte — uma prática comum na época mesmo para cristãos de longa data.

## Elevação ao trono de seu filho
Depois da morte do conde, seu filho, Teodósio, foi enviado para viver nas propriedades da família na Galícia (moderna Galiza, na Espanha). Mas, dois anos depois, em 378, depois da derrota romana na Batalha de Adrianópolis, o jovem Teodósio foi reabilitado, encarregado dos exércitos romanos na porção oriental do império e rapidamente alçado à posição de imperador em 19 de janeiro de 379 depois de sucessivas vitórias no campo de batalha.